# Atevia
Die Atevia AG ist eine Entwicklungs- und Beteiligungsgesellschaft mit Schwerpunkt auf Internetdienste und digitale Kommunikation mit Sitz in Karlsruhe und Nachfolgerin der Kizoo AG. Die Kizoo AG war das Nachfolgeunternehmen der ComBOTS AG, dem Hersteller einer gleichnamigen Kommunikationssoftware.

## Unternehmensgeschichte
Die Atevia AG, die zunächst Kizoo AG hieß, ist am 6. Mai 2008 aus der ComBOTS AG hervorgegangen, welche nur ein Jahr bestand. Bei der ComBOTS AG handelte es sich um ein Unternehmen, das durch Umbenennung aus der WEB.DE AG hervorgegangen war. Mit Wirkung zum 31. Oktober 2005 wurde das WEB.DE-Portalgeschäft als eines der beiden Geschäftsfelder von WEB.DE AG an die United Internet AG verkauft. Das zweite Geschäftsfeld, die Telekommunikation, verblieb in der WEB.DE AG. Da mit dem Portalgeschäft auch die Marke web.de verkauft wurde, war die verbliebene WEB.DE AG verpflichtet, sich umzubenennen. Der Verkauf des Portalgeschäfts wurde vom Vorstand damit begründet, die finanziellen Mittel zu schaffen, um sich komplett auf Telekommunikationsdienste und „die nächste Generation der Kommunikation“ fokussieren zu können. Später wurde bekannt, dass ComBOTS die Weltmarktführerschaft im Bereich der Personal Digital Communication anstrebt.
Die Umstellung des Börsenkürzels erfolgte im Dezember 2005. Combots trug das Kürzel CMBT und war bis September 2006 im TecDAX notiert. Die Marktkapitalisierung lag am 30. Juni 2006 bei 452 Mio. Euro, die liquiden Mittel der Gesellschaft nach eigenen Angaben zum gleichen Zeitpunkt bei ca. 450 Mio. Euro. Im März 2009 betrug die Marktkapitalisierung rund 126,2 Mio. Euro.
Eigentümer der AG waren mit Stand vom 24. März 2009 die Cinetic Medientechnik GmbH, Karlsruhe, im Besitz von Matthias und Michael Greve mit 68,07 % und die Master Hedge Kapitalanlagegesellschaft mbH, Frankfurt am Main mit 3,01 %. 28,92 % befanden sich in Streubesitz.
Am 14. Oktober 2009 wurde bekannt, dass die Kizoo AG einen Wechsel der Börsennotierung der Gesellschaft vom Prime Standard des regulierten Marktes in den General Standard des regulierten Marktes der Frankfurter Wertpapierbörse beantragt hatte. Damit soll der mit der Börsennotierung im Prime Standard verbundene Zusatzaufwand, der im Verhältnis zum erzielbaren Nutzen nicht gerechtfertigt sei, vermieden werden.
Im November 2012 erfolgte eine Zulassung zum Segment m:access der Börse München, die Zulassung zum regulierten Markt in Frankfurt wurde daraufhin aufgegeben.
Am 13. Juni 2012 gab das Unternehmen die Eintragung der Umfirmierung von Kizoo AG in Atevia AG zum 5. Juni 2012 per Pressemitteilung bekannt.
Im Februar 2016 gab die Karlsruher Cinetic Gesellschaft zur Entwicklung und Vertrieb von Medientechnik mbH als Mehrheitsaktionär mit mehr als 95 % der Anteile der Atevia AG bekannt, dass sie einen Squeeze-out anstreben. Dadurch sollten die Aktienanteile der Minderheitseigentümer gegen eine Barabfindung auf die Cinetic übertragen werden. Im Mai 2016 legte die Cinetic GmbH die Abfindung pro Aktie auf 7,13 Euro fest und vollzog die Übernahme im August 2016 mit der Eintragung des Squeeze-Out im Handelsregister. Die Notierung der Aktien der Atevia AG im Handelssegment m:access der Börse
München und die Einbeziehung der Aktien in den Freiverkehr endet damit.

## ComBOTS

Altes ComBOTS-Logo

### Die Software
Am Tag der Jahreshauptversammlung, dem 13. Juli 2006, wurde das einzige Produkt der ComBOTS AG vorgestellt. Lange Zeit war nur bekannt, dass mit dem Industriedesign-Unternehmen frog design zusammengearbeitet wurde und die eigene Software durch – je nach Quelle – 20 bis 50 nationale und internationale Grundpatente geschützt ist. Die offizielle Markteinführung erfolgte zur IFA Berlin im September 2006, allerdings entgegen früheren Verlautbarungen in einer Public Beta Version. Parallelen gibt es zum Vorgängerprodukt der Web.de AG ComWin, das im Oktober 2002 „ein neues Zeitalter in der Internet-Kommunikation einläuten“ sollte und im November 2006, da es „den Massenmarkt nicht angesprochen“ habe, von United Internet eingestellt wurde.
Grundphilosophie hinter dem Instant-Messaging-Produkt war, einfach und schnell (Ein-Klick-Strategie) kommunizieren zu können. Neben Spam- und Virenfreiheit (Kommunikation nur nach persönlicher Einladung über den ComBOTS-Server, Erhalt der Einladung per E-Mail) war die Verwendung der Drag-and-Drop-Technik ein markantes Kennzeichen von ComBOTS. Neben VoIP-Telefonaten war auch der Austausch großer Dateien, von Emotionen wie auch von Nachrichten (z. B. Chatten) möglich. In die Oberfläche waren im Manga-Stil gehaltene Avatare integriert, die animiert waren. Über diese konnte mit anderen Nutzern interagiert und Emotionen übermittelt werden. Avatar- und Emotionensets konnten über den ComBOTS-Shop zugekauft werden.
ComBOTS war lediglich für die Betriebssysteme Windows XP, Vista und das Smartphone-Betriebssystem Symbian Series 60 verfügbar. Versionen für weitere Betriebssysteme wurden nicht zur Verfügung gestellt.

### Geschäftsstrategie
Die ComBOTS AG selbst rechnete nach eigenen Angaben in „kurzer Zeit“ mit bis zu 100 Millionen Nutzern weltweit und strebte an, innerhalb von sieben Jahren zum weltgrößten Anbieter für Personal Digital Communication zu werden. Kommunizierte Hauptzielgruppe des Produkts waren weibliche Nutzer im Teenageralter. Die Verbreitung der Software sollte ohne Werbung und nur durch Mundpropaganda erfolgen. Dabei wurde auf zunächst offenbar vorgesehene verpflichtende Abo-Gebühren verzichtet und der Begriff der FriendlyWare geschaffen. Nach Ermessen des Nutzers kann das Produkt beliebig lange getestet werden. Bei Gefallen und regelmäßiger Nutzung sollte dann der Abschluss eines Abonnements erfolgen.
Die Börse reagierte auf die Präsentation erster Details zum neuen Produkt (im Rahmen der Hauptversammlung der ComBOTS AG am 13. Juli 2006) mit Aktienverkäufen der ComBOTS AG. Innerhalb weniger Tage sank der Aktienkurs um mehr als 25 %. Es war unklar, ob und wie sich ein kostenpflichtiger Kommunikationsservice gegenüber der bis dahin bereits etablierten Konkurrenz (ICQ u. a.) mit kostenlosen Produkten durchsetzen könnte. Zudem standen gemäß Quartalsbericht im Oktober 2006 für den Zeitraum Juli bis September Ausgaben von 13,4 Mio. € Einnahmen von 0,0 Mio. € gegenüber.
Auch im ersten Quartal 2007 wies das Unternehmen keine Umsätze aus. Im Juli 2007 hatte das Programm etwa 30.000 Nutzer.

### Neuausrichtung
Am 25. September 2007 wurde beschlossen, den ComBOTS-Dienst vorerst nicht mehr weiterzuentwickeln und sich neu auszurichten.
Einen Monat darauf, am 26. Oktober 2007, wurde durch die Presse bekannt, dass ComBOTS den Service einstellen will. Am 29. Oktober 2007 informierte ComBOTS die Nutzer darüber, dass der Kommunikationsservice eingestellt und nicht weiter betrieben wird. Als Grund für die Einstellung des Betriebes wurde die zu geringe Anzahl an Nutzern angegeben. Ab dem 1. November 2007 konnte mit diesem Dienst keine Verbindung mehr aufgebaut werden, was bedeutet, dass eine weitere sinnvolle Nutzung der Software nicht mehr möglich ist. Mit VideoWeb brachten die Inhaber eine Set-Top-Box auf den Markt, die TV und Internet zusammenbringen soll. Allerdings bauen inzwischen fast alle TV-Hersteller in ihre höherwertigen Geräte ähnliche Systeme bereits fest ein.

## Kizoo Ventures

Historisches Logo

Seit der Neuausrichtung und Einstellung von ComBOTS konzentrierte sich die Kizoo AG auf die Beteiligung an technologieorientierten Unternehmen. Der Fokus liegt dabei vor allem auf Seed- und Frühphasen-Finanzierungen als Komponente des klassischen Venture Capital. Bislang war die Kizoo AG nach eigenen Angaben an neun Unternehmen beteiligt, unter anderem Hojoki, Reposito und MegaZebra.
Seit der Umfirmierung in die Atevia AG verschob sich der Fokus auf die Verwaltung des eigenen Vermögens mit Schwerpunkt Immobilien.
Die Kizoo AG firmierte ab dem 5. Juni 2016 unter dem Namen Atevia AG.
Die Kizoo Technology Capital GmbH hat wie in einer Adhoc der Kizoo AG am 2. April 2012 mitgeteilt das Geschäft der Risikokapitalfinanzierung von jungen Firmen von der damaligen Kizoo AG und dann umfirmierten Atevia AG übernommen, inklusive des bis zur Übernahme aufgebauten Firmenbeteiligungsportfolios.